# Filippo Carobbio
Filippo Carobbio (Alzano Lombardo, 15 ottobre 1979) è un allenatore di calcio ed ex calciatore italiano di ruolo centrocampista, tecnico in seconda del L.R. Vicenza.

## Caratteristiche tecniche
Regista mancino, abile nel calciare le punizioni.

## Carriera

### Giocatore

#### Club

##### Inizi
Cresce calcisticamente nelle giovanili dell'Atalanta, per poi passare all'Alzano Virescit.
Il 18 settembre 1999 passa in prestito alla Pistoiese. Esordisce in Serie B il 26 settembre 1999 in Pistoiese-Chievo (2-1), subentrando al 23' della ripresa al posto di Corrado Colombo. Sarà la sua unica presenza con i toscani.
Seguono le esperienze con Avellino e Varese, in Serie C1. In seguito viene prelevato dall'AlbinoLeffe, contribuendo alla prima promozione in Serie B dei seriani, con cui resta anche le due stagioni successive.

##### Reggina, Genoa e il biennio a Bergamo
Il 25 agosto 2005 passa in compartecipazione alla Reggina. Esordisce in Serie A l'11 settembre 2005 in Sampdoria-Reggina (3-2), valevole per la seconda giornata di campionato, giocando titolare e venendo sostituito nei minuti finali da Simone Missiroli. Chiude la stagione con 21 presenze.
Dopo aver chiuso il girone di andata con 11 presenze, di cui 10 da subentrato, il 16 gennaio 2007 passa al Genoa, che acquista la metà del cartellino appartenente alla Reggina. Esordisce con i liguri il 3 febbraio 2007 contro il L.R. Vicenza (vittoria per 2-0), segnando la sua prima rete in maglia rossoblu. Chiude la stagione con 8 presenze e 1 rete.
Il 22 giugno 2007 viene riscattato alle buste dall'AlbinoLeffe, con cui al termine della stagione raggiunge la finale play-off valida per la promozione in massima serie, persa contro il Lecce. Rimane con i seriani anche la stagione seguente, collezionando 39 presenze e 6 reti.

##### Grosseto, Siena e il prestito allo Spezia
Svincolatosi dall'AlbinoLeffe, il 4 giugno 2009 firma un triennale con il Bari, che il 31 agosto lo gira in prestito al Grosseto. Esordisce con i biancorossi il 6 settembre contro il Gallipoli (2-2 il finale), giocando titolare. Segna le sue prime reti con i maremmani alla nona giornata in Sassuolo-Grosseto (2-3), realizzando una doppietta. Nella seconda parte della stagione diventa capitano della squadra al posto di Consonni. Chiude la stagione con 36 presenze e 5 reti.
Il 1º luglio 2010 passa in comproprietà al Siena insieme a Kamata, nello scambio che porta Ghezzal a Bari. Debutta con i toscani il 13 agosto 2010 in Siena-Ternana, valevole per il secondo turno di Coppa Italia, realizzando la rete del definitivo 2-0. Esordisce in campionato il 28 agosto 2010 in Pescara-Siena (1-1), giocando titolare. Chiude la stagione con 25 presenze, contribuendo alla promozione in Serie A dei toscani. Il 23 giugno 2011 la comproprietà si risolve a favore della società toscana.
Il 6 luglio 2011 passa in prestito allo Spezia, in Lega Pro Prima Divisione. Esordisce con i liguri il 14 agosto 2011 in Bari-Spezia (1-0), valida per il secondo turno di Coppa Italia, giocando titolare. Termina la stagione con 10 presenze.

##### Gli ultimi anni al Ciliverghe
Nel 2014, dopo 3 anni di stop per via dei fatti legati al calcioscommesse, torna a giocare al Ciliverghe, in Serie D.
Il 29 giugno 2017 annuncia il ritiro dall'attività agonistica, non prima di aver giocato il primo turno di Coppa Italia previsto il 30 luglio.

#### Nazionale
Conta 4 presenze con la Nazionale Under-20, risalenti ai tempi in cui militava nell'Alzano Virescit.

### Allenatore

#### Ciliverghe
Nel luglio 2017, dopo averci giocato, diventa l'allenatore del Ciliverghe. Durante la stagione 2019-2020, dopo due buoni campionati, viene esonerato alla ventunesima giornata, con la compagine lombarda al penultimo posto e sempre più lontana da una salvezza tranquilla.

#### Esperienza al Brusaporto
Nell'estate 2020, viene ingaggiato alla guida del Brusaporto, in Serie D. Chiude la stagione 2020-2021 al settimo posto, con 49 punti.
Viene confermato anche per la stagione 2021-2022 e, dopo un campionato molto positivo, chiude al quarto posto, garantendo al Brusaporto uno storico accesso ai play-off. Questo risultato porta alla sua conferma anche per la stagione 2022-2023.
La sua terza annata alla guida del club gialloblù si chiude con un nono posto in classifica, a 49 punti. Il 13 maggio 2023, la società annuncia che il contratto dell'allenatore non sarebbe stato rinnovato.

#### RG Ticino
Il 7 giugno 2023, Carobbio viene ufficialmente ingaggiato come nuovo allenatore dell'RG Ticino, club neo-promosso in Serie D, a partire dal 1º luglio. Conduce la squadra al 5º posto finale in classifica e di conseguenza ai playoff, dove viene eliminato in semifinale in casa del Chisola(1-0). Il 13 maggio 2024, all'indomani di questa sfida la società comunica che il rapporto di collaborazione cesserà alla naturale scadenza del contratto, ovvero il 30 giugno.

#### Folgore Caratese e esperienza da vice
Il 30 maggio 2024 la Folgore Caratese, squadra lombarda militante in Serie D, comunica di avergli affidato la guida tecnica della prima squadra a partire dal successivo 1º luglio.
Per la stagione seguente è il vice di Fabio Gallo al L.R. Vicenza in Serie C.

## Calcioscommesse

### Procedimento ordinario
Il 19 dicembre 2011 viene arrestato in seguito all'inchiesta denominata Last Bet, riguardante il mondo del calcioscommesse.
Diventato collaboratore di giustizia, ha fatto rivelazioni importanti coinvolgendo molti suoi colleghi e Antonio Conte, suo allenatore al Siena.
Il 26 giugno 2013 patteggia 1 anno e 6 mesi di reclusione con pena sospesa nel processo penale in corso a Cremona.
Il 9 febbraio 2015 la procura di Cremona termina le indagini e formula per lui l'accusa di associazione a delinquere.

### Procedimento sportivo
In relazione al secondo filone di indagini, il 31 maggio 2012 in seguito al patteggiamento ottiene una squalifica pari a 1 anno e 8 mesi.
Il 26 luglio viene deferito dal procuratore federale Stefano Palazzi in relazione al terzo filone per:
- illecito sportivo (Novara-Siena, Siena-Torino, Bari-Sampdoria e Palermo-Bari);
- illecito sportivo, divieto scommesse, violazione art.1 di lealtà sportiva (Albinoleffe-Siena);
- omessa denuncia (Siena-Piacenza e Siena-Varese).[41]

Il 1º agosto patteggiando ottiene una squalifica ulteriore pari a 4 mesi relativa al terzo filone di Cremona mentre il 3 agosto, sempre patteggiando, ottiene una squalifica di altri 2 mesi per il filone di Bari che, sommati ai 20 patteggiati al precedente processo, fanno un totale di 2 anni e 2 mesi di squalifica.

## Statistiche

### Presenze e reti nei club
| Stagione                  | Squadra                   | Campionato                | Campionato | Campionato | Coppe nazionali | Coppe nazionali | Coppe nazionali | Coppe continentali | Coppe continentali | Coppe continentali | Altre coppe | Altre coppe | Altre coppe | Totale | Totale |
| Stagione                  | Squadra                   | Comp                      | Pres       | Reti       | Comp            | Pres            | Reti            | Comp               | Pres               | Reti               | Comp        | Pres        | Reti        | Pres   | Reti   |
| ------------------------- | ------------------------- | ------------------------- | ---------- | ---------- | --------------- | --------------- | --------------- | ------------------ | ------------------ | ------------------ | ----------- | ----------- | ----------- | ------ | ------ |
| 1998-1999                 | Alzano Virescit           | C1                        | 23         | 1          | CI+CI-C         | 2+0             | 0               | -                  | -                  | -                  | -           | -           | -           | 25     | 1      |
| 1999-gen. 2000            | Pistoiese                 | B                         | 1          | 0          | CI              | 0               | 0               | -                  | -                  | -                  | -           | -           | -           | 1      | 0      |
| gen.-giu. 2000            | Avellino                  | C1                        | 3          | 0          | CI-C            | 0               | 0               | -                  | -                  | -                  | -           | -           | -           | 3      | 0      |
| 2000-2001                 | Varese                    | C1                        | 24         | 3          | CI+CI-C         | 1+0             | 0               | -                  | -                  | -                  | -           | -           | -           | 25     | 3      |
| 2001-2002                 | Varese                    | C1                        | 25         | 2          | CI-C            | 0               | 0               | -                  | -                  | -                  | -           | -           | -           | 25     | 2      |
| Totale Varese             | Totale Varese             | Totale Varese             | 49         | 5          |                 | 1               | 0               |                    | -                  | -                  |             | -           | -           | 50     | 5      |
| 2002-2003                 | AlbinoLeffe               | C1                        | 32+4       | 4+2        | CI+CI-C         | 2+0             | 0               | -                  | -                  | -                  | -           | -           | -           | 38     | 6      |
| 2003-2004                 | AlbinoLeffe               | B                         | 30         | 2          | CI              | 1               | 0               | -                  | -                  | -                  | -           | -           | -           | 31     | 2      |
| 2004-2005                 | AlbinoLeffe               | B                         | 40         | 5          | CI              | 3               | 1               | -                  | -                  | -                  | -           | -           | -           | 43     | 6      |
| ago. 2005                 | AlbinoLeffe               | B                         | 0          | 0          | CI              | 1               | 1               | -                  | -                  | -                  | -           | -           | -           | 1      | 1      |
| 2005-2006                 | Reggina                   | A                         | 21         | 0          | CI              | 0               | 0               | -                  | -                  | -                  | -           | -           | -           | 21     | 0      |
| 2006-gen. 2007            | Reggina                   | A                         | 11         | 0          | CI              | 2               | 0               | -                  | -                  | -                  | -           | -           | -           | 13     | 0      |
| Totale Reggina            | Totale Reggina            | Totale Reggina            | 32         | 0          |                 | 2               | 0               |                    | -                  | -                  |             | -           | -           | 34     | 0      |
| gen.-giu. 2007            | Genoa                     | B                         | 8          | 1          | CI              | -               | -               | -                  | -                  | -                  | -           | -           | -           | 8      | 1      |
| 2007-2008                 | AlbinoLeffe               | B                         | 34+4       | 5+1        | CI              | 1               | 0               | -                  | -                  | -                  | -           | -           | -           | 39     | 6      |
| 2008-2009                 | AlbinoLeffe               | B                         | 39         | 6          | CI              | 2               | 0               | -                  | -                  | -                  | -           | -           | -           | 41     | 6      |
| Totale AlbinoLeffe        | Totale AlbinoLeffe        | Totale AlbinoLeffe        | 175+8      | 22+3       |                 | 10              | 2               |                    | -                  | -                  |             | -           | -           | 193    | 27     |
| 2009-2010                 | Grosseto                  | B                         | 36         | 5          | CI              | 1               | 0               | -                  | -                  | -                  | -           | -           | -           | 37     | 5      |
| 2010-2011                 | Siena                     | B                         | 25         | 0          | CI              | 1               | 1               | -                  | -                  | -                  | -           | -           | -           | 26     | 1      |
| 2011-2012                 | Spezia                    | 1D                        | 7          | 0          | CI+CI-LP        | 2+2             | 0               | -                  | -                  | -                  | -           | -           | -           | 11     | 0      |
| 2014-2015                 | Ciliverghe                | D                         | 31         | 4          | CI-D            | 1               | 1               | -                  | -                  | -                  | -           | -           | -           | 32     | 5      |
| 2015-2016                 | Ciliverghe                | D                         | 24         | 5          | CI-D            | 0               | 0               | -                  | -                  | -                  | -           | -           | -           | 24     | 5      |
| 2016-2017                 | Ciliverghe                | D                         | 18+2       | 3+0        | CI-D            | 0               | 0               | -                  | -                  | -                  | -           | -           | -           | 20     | 3      |
| lug. 2017                 | Ciliverghe                | D                         | 0          | 0          | CI+CI-D         | 1+0             | 0               | -                  | -                  | -                  | -           | -           | -           | 1      | 0      |
| Totale Ciliverghe Mazzano | Totale Ciliverghe Mazzano | Totale Ciliverghe Mazzano | 75         | 12         |                 | 2               | 1               |                    | -                  | -                  |             | -           | -           | 77     | 13     |
| Totale carriera           | Totale carriera           | Totale carriera           | 414+8      | 43+3       |                 | 23              | 4               |                    | -                  | -                  |             | -           | -           | 465    | 53     |

### Statistiche da allenatore
Statistiche aggiornate al 4 maggio 2025.
| Stagione                  | Squadra                   | Campionato                | Campionato | Campionato | Campionato | Campionato | Coppe nazionali | Coppe nazionali | Coppe nazionali | Coppe nazionali | Coppe nazionali | Coppe continentali | Coppe continentali | Coppe continentali | Coppe continentali | Coppe continentali | Altre coppe | Altre coppe | Altre coppe | Altre coppe | Altre coppe | Totale | Totale | Totale | Totale | % Vittorie | Piazzamento |
| Stagione                  | Squadra                   | Comp                      | G          | V          | N          | P          | Comp            | G               | V               | N               | P               | Comp               | G                  | V                  | N                  | P                  | Comp        | G           | V           | N           | P           | G      | V      | N      | P      | %          | Piazzamento |
| ------------------------- | ------------------------- | ------------------------- | ---------- | ---------- | ---------- | ---------- | --------------- | --------------- | --------------- | --------------- | --------------- | ------------------ | ------------------ | ------------------ | ------------------ | ------------------ | ----------- | ----------- | ----------- | ----------- | ----------- | ------ | ------ | ------ | ------ | ---------- | ----------- |
| nov. 2017-2018            | Ciliverghe Mazzano        | D                         | 21         | 6          | 6          | 9          | CI-D            | 1               | 0               | 0               | 1               | -                  | -                  | -                  | -                  | -                  | -           | -           | -           | -           | -           | 22     | 6      | 6      | 10     | 27,27      | Sub., 11º   |
| 2018-2019                 | Ciliverghe Mazzano        | D                         | 34         | 11         | 8          | 15         | CI-D            | 2               | 0               | 1               | 1               | -                  | -                  | -                  | -                  | -                  | -           | -           | -           | -           | -           | 36     | 11     | 9      | 16     | 30,56      | 10º         |
| 2019-gen. 2020            | Ciliverghe Mazzano        | D                         | 21         | 4          | 5          | 12         | CI-D            | 4               | 2               | 1               | 1               | -                  | -                  | -                  | -                  | -                  | -           | -           | -           | -           | -           | 25     | 6      | 6      | 13     | 24,00      | Eson.       |
| Totale Ciliverghe Mazzano | Totale Ciliverghe Mazzano | Totale Ciliverghe Mazzano | 76         | 21         | 19         | 36         |                 | 7               | 2               | 2               | 3               |                    | -                  | -                  | -                  | -                  |             | -           | -           | -           | -           | 83     | 23     | 21     | 39     | 27,71      |             |
| 2020-2021                 | Brusaporto                | D                         | 34         | 15         | 4          | 15         | -               | -               | -               | -               | -               | -                  | -                  | -                  | -                  | -                  | -           | -           | -           | -           | -           | 34     | 15     | 4      | 15     | 44,12      | 7º          |
| 2021-2022                 | Brusaporto                | D                         | 38+1       | 18         | 10         | 10+1       | CI-D            | 1               | 0               | 1               | 0               | -                  | -                  | -                  | -                  | -                  | -           | -           | -           | -           | -           | 40     | 18     | 11     | 11     | 45,00      | 4º          |
| 2022-2023                 | Brusaporto                | D                         | 34         | 12         | 11         | 11         | CI-D            | 1               | 0               | 1               | 0               | -                  | -                  | -                  | -                  | -                  | -           | -           | -           | -           | -           | 35     | 12     | 12     | 11     | 34,29      | 9º          |
| Totale Brusaporto         | Totale Brusaporto         | Totale Brusaporto         | 107        | 45         | 25         | 37         |                 | 2               | 0               | 2               | 0               |                    | -                  | -                  | -                  | -                  |             | -           | -           | -           | -           | 109    | 45     | 27     | 37     | 41,28      |             |
| 2023-2024                 | RG Ticino                 | D                         | 38+1       | 18         | 11         | 9+1        | CI-D            | 2               | 0               | 2               | 0               | -                  | -                  | -                  | -                  | -                  | -           | -           | -           | -           | -           | 41     | 18     | 13     | 10     | 43,90      | 5º          |
| 2024-2025                 | Folgore Caratese          | D                         | 38+1       | 20         | 8          | 10+1       | CI-D            | 1               | 0               | 1               | 0               | -                  | -                  | -                  | -                  | -                  | -           | -           | -           | -           | -           | 40     | 20     | 9      | 11     | 50,00      | 5º          |
| Totale carriera           | Totale carriera           | Totale carriera           | 261        | 104        | 63         | 94         |                 | 12              | 2               | 7               | 3               |                    | -                  | -                  | -                  | -                  |             | -           | -           | -           | -           | 273    | 106    | 70     | 97     | 38,83      |             |

## Palmarès

### Competizioni giovanili
- Trofeo Dossena: 1

Atalanta: 1997
- Campionato Primavera: 1

Atalanta: 1997-1998

### Competizioni nazionali
- Serie C1: 1

Alzano Virescit: 1998-1999
- Lega Pro Prima Divisione: 1

Spezia: 2011-2012
- Coppa Italia Lega Pro: 1

Spezia: 2011-2012
- Supercoppa di Lega di Prima Divisione: 1

Spezia: 2012